# Cordyline obtecta
Cordyline obtecta är en sparrisväxtart som först beskrevs av Robert Graham, och fick sitt nu gällande namn av John Gilbert Baker. Cordyline obtecta ingår i släktet Cordyline, och familjen sparrisväxter. Inga underarter finns listade i Catalogue of Life.

## Bildgalleri

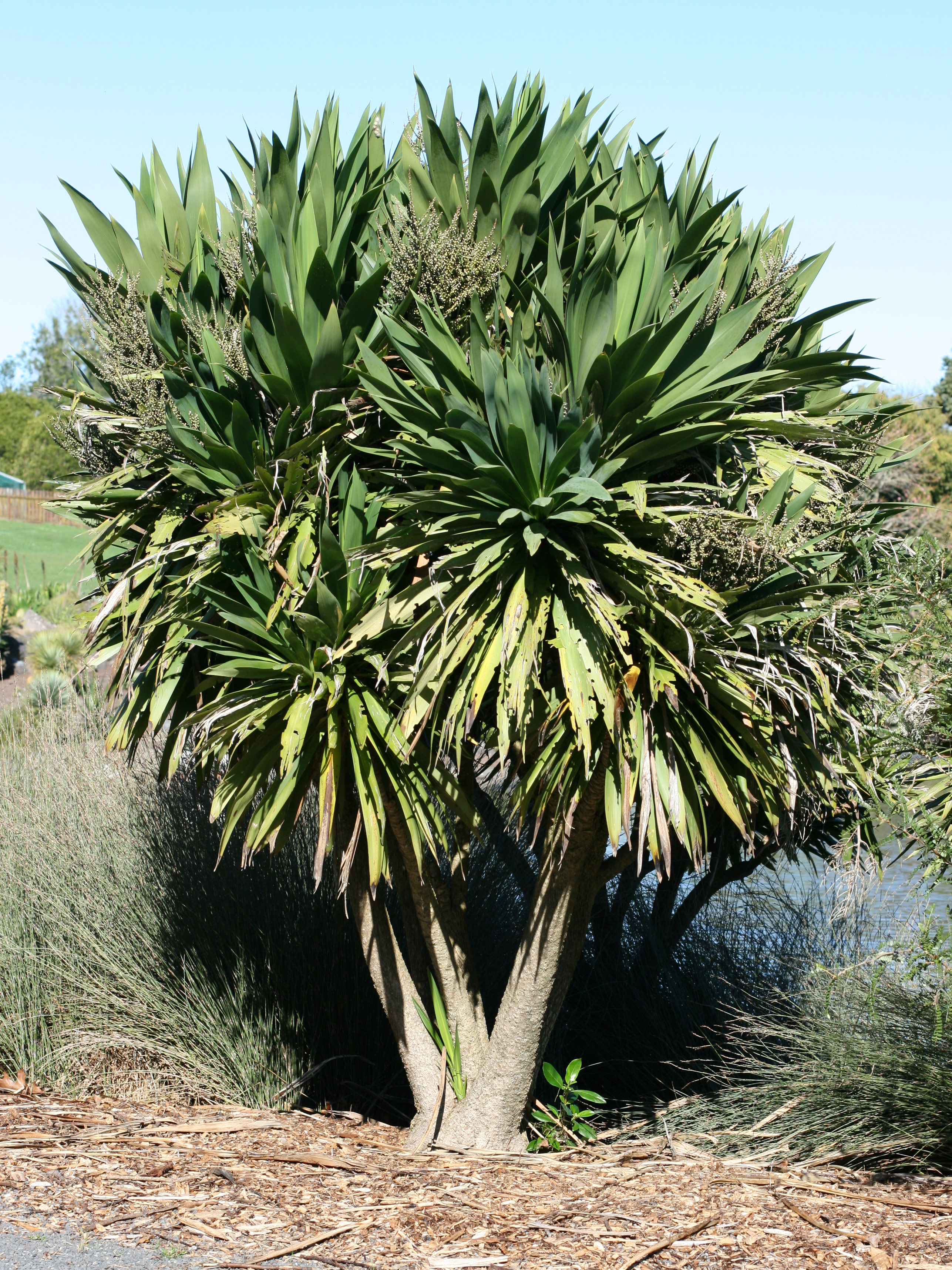
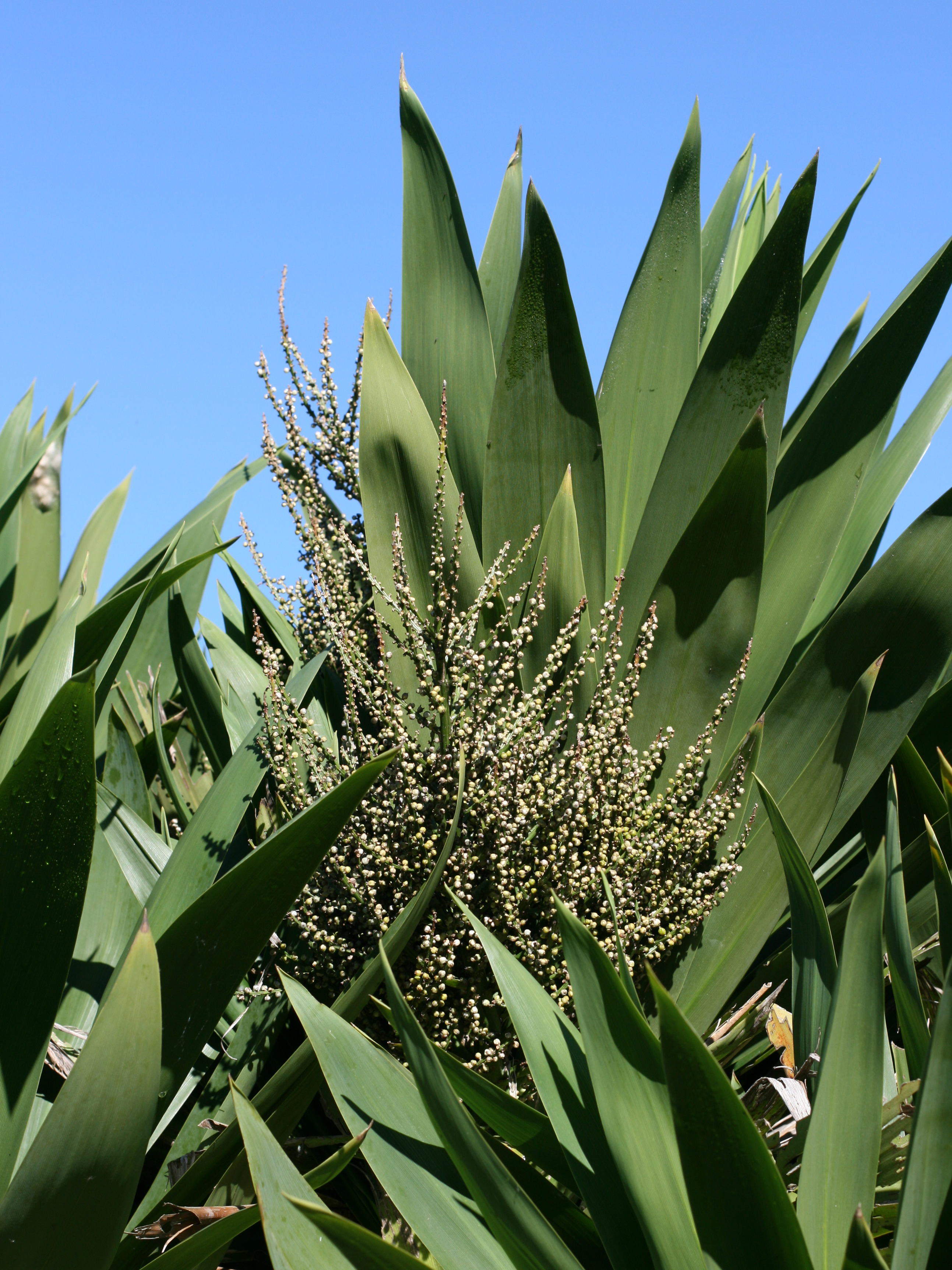
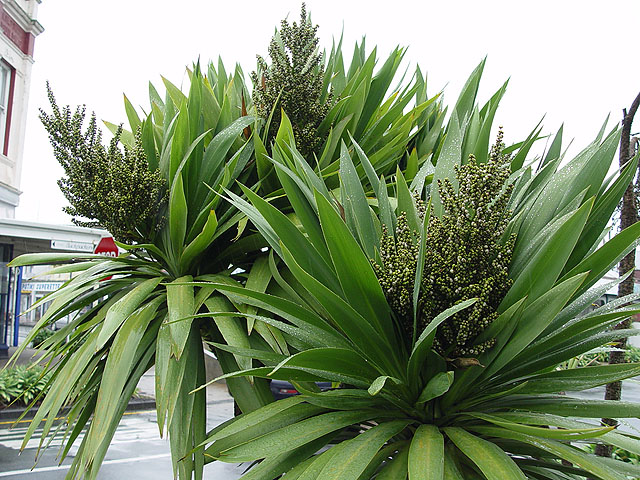
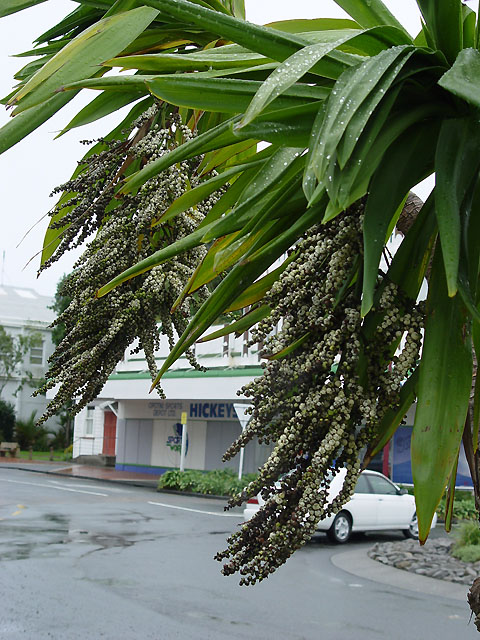